# 세이셸
세이셸 공화국(세이셸 크리올: Repiblik Sesel 레피블리크 세셀, 프랑스어: République des Seychelles 레퓌블리크 드스 세이셸스[*], 영어: Republic of Seychelles, 문화어: 세이쉘)은 아프리카 동부, 인도양에 위치한 섬 나라이다. 아프리카 대륙에서 약 1,600km 떨어져 있다. 수도는 빅토리아이며, 아프리카에서는 유일하게 인도식 화폐인 루피를 쓴다. 주변의 다른 섬 나라들로 남쪽에 모리셔스, 레위니옹(프랑스령), 남서쪽에 코모로, 마요트(프랑스령), 북동쪽에 수바디브, 몰디브 등이 있다.

## 역사
세이셸이 최초로 발견된 것은 오스트로네시아인 항해자 혹은 아랍인 상인들로 추정되지만, 기록상 최초의 발견은 1502년 포르투갈인 탐험가 바스쿠 다 가마 일행에 의한 것이며, 섬에 최초로 상륙한 것은 1609년 영국 동인도 회사 함선이었던 Ascension의 선원들이다. 프랑스가 1756년에 재정 장관이었던 장 모로 드 세셸(Jean Moreau de Sechelles)의 이름을 빌려 군도를 명명하고 통치를 시작하기 전까지, 아프리카와 아시아 간 무역의 통과점으로 해적들이 사용하곤 했다.
1794년부터 1811년까지 영국과 프랑스는 통치권을 두고 경쟁을 벌였으며 1814년에 결국 영국에게 할양되었다. 1903년에는 모리셔스에서 분리된 직할 식민지가 되었으며 1976년에 독립하여 영연방 소속 공화국이 되었다. 헌법에서 1979년부터 1992년까지 사회주의 일당 통치 국가로 선언했었다.

## 정치
세이셸의 대통령은 동시에 국가 원수이자 행정부 수반이며 5년 임기로 주민들의 직선을 통해 선출된다. 2대 대통령인 프랑스 알베르 르네(France Albert René)는 1977년 무혈쿠데타로 권력을 잡았다. 1979년 직접 선거를 통해 공식적으로 대통령에 선출되었다. 1979년 일당독재체제로 개헌했으며 1991년 다당제로 개헌될 때까지 이 체제를 유지했다. 다당제 개헌 후 1993년 실시된 선거에서 르네는 다시 대통령에 당선되었다. 이후 1998년, 2001년 선거에서 연이어 당선되었다. 르네 대통령은 2003년 부통령인 제임스 미셀(James Michel)을 후계자로 지정했으며 2004년에 사임하였다. 1996년 부터 부통령을 맡았던 제임스 미셀은 2004년 대통령직을 승계하고 이후 2006년에 치러진 대선에서 웨이벨 람칼라완(Wavel Ramkalawan)을 누르고 당선되었다. 2011년 재선에 성공했고 2015년 치러진 대선에서는 웨이벨 람칼라완에 겨우 193표 차로 승리했다. 제임스 미셀은 2016년에 사임하고 부통령인 대니 포르(Danny Faure)를 후계자로 지정했다. 2020년 선거에서 웨이벨 람칼라완이 당선되며 독립 이후 처음으로 야당으로 정권교체가 되었다.
내각은 대통령이 임명하여 의회의 과반수 찬성을 필요로 한다.
단원제인 세이셸 국회는 34석으로 구성되며 이 중 25석은 직접 선거로, 나머지 9석은 각 정당의 득표율에 따라 비례대표로 선출된다. 모든 의원의 임기는 5년이다.
세이셸은 인도양 위원회의 회원국이다.

## 지리와 기후
인도양의 군도로 115개의 섬으로 구성되어 있으며, 그 가운데 33개는 무인도이다. 마헤(Mahé)섬을 위주로 화강암으로 구성된 섬들에 대부분의 인구가 몰려 있다. 특히 수도인 빅토리아가 위치해 있는 마헤섬에는 인구의 80%가 거주하고 있다. 외곽의 섬들은 소규모의 산호섬이다.
세이셸은 연중 섭씨 22~32도의 열대 기후이며, 몬순의 영향으로 5월말부터 9월까지는 기온이 낮아지고, 10월부터 이듬해 5월까지는 더 따뜻하다. 세이셸은 열대성 저기압대에서 벗어나 있다.
2004년 12월의 인도양 지진 해일 사태에 직접적인 타격을 받지는 않았으나, 해일로 인한 피해를 입었고, 2명의 피해자가 발생했었다.
| 빅토리아 (세이셸 국제공항)의 기후               | 빅토리아 (세이셸 국제공항)의 기후 | 빅토리아 (세이셸 국제공항)의 기후 | 빅토리아 (세이셸 국제공항)의 기후 | 빅토리아 (세이셸 국제공항)의 기후 | 빅토리아 (세이셸 국제공항)의 기후 | 빅토리아 (세이셸 국제공항)의 기후 | 빅토리아 (세이셸 국제공항)의 기후 | 빅토리아 (세이셸 국제공항)의 기후 | 빅토리아 (세이셸 국제공항)의 기후 | 빅토리아 (세이셸 국제공항)의 기후 | 빅토리아 (세이셸 국제공항)의 기후 | 빅토리아 (세이셸 국제공항)의 기후 | 빅토리아 (세이셸 국제공항)의 기후 |
| 월                                              | 1월                               | 2월                               | 3월                               | 4월                               | 5월                               | 6월                               | 7월                               | 8월                               | 9월                               | 10월                              | 11월                              | 12월                              | 연간                              |
| ----------------------------------------------- | --------------------------------- | --------------------------------- | --------------------------------- | --------------------------------- | --------------------------------- | --------------------------------- | --------------------------------- | --------------------------------- | --------------------------------- | --------------------------------- | --------------------------------- | --------------------------------- | --------------------------------- |
| 역대 최고 기온 °C (°F)                          | 33.3 (91.9)                       | 33.4 (92.1)                       | 33.7 (92.7)                       | 34.8 (94.6)                       | 33.5 (92.3)                       | 32.7 (90.9)                       | 31.3 (88.3)                       | 31.4 (88.5)                       | 31.6 (88.9)                       | 32.5 (90.5)                       | 34.4 (93.9)                       | 33.4 (92.1)                       | 34.8 (94.6)                       |
| 일평균 최고 기온 °C (°F)                        | 30.1 (86.2)                       | 30.6 (87.1)                       | 31.3 (88.3)                       | 31.7 (89.1)                       | 30.9 (87.6)                       | 29.5 (85.1)                       | 28.7 (83.7)                       | 28.8 (83.8)                       | 29.4 (84.9)                       | 30.1 (86.2)                       | 30.4 (86.7)                       | 30.5 (86.9)                       | 30.2 (86.4)                       |
| 일일 평균 기온 °C (°F)                          | 27.1 (80.8)                       | 27.8 (82.0)                       | 28.2 (82.8)                       | 28.5 (83.3)                       | 28.2 (82.8)                       | 27.1 (80.8)                       | 26.3 (79.3)                       | 26.3 (79.3)                       | 26.8 (80.2)                       | 27.2 (81.0)                       | 27.3 (81.1)                       | 27.3 (81.1)                       | 27.3 (81.1)                       |
| 일평균 최저 기온 °C (°F)                        | 24.6 (76.3)                       | 25.3 (77.5)                       | 25.4 (77.7)                       | 25.6 (78.1)                       | 25.9 (78.6)                       | 25.1 (77.2)                       | 24.3 (75.7)                       | 24.4 (75.9)                       | 24.7 (76.5)                       | 24.9 (76.8)                       | 24.7 (76.5)                       | 24.6 (76.3)                       | 25.0 (77.0)                       |
| 역대 최저 기온 °C (°F)                          | 21.5 (70.7)                       | 21.1 (70.0)                       | 22.1 (71.8)                       | 22.0 (71.6)                       | 21.6 (70.9)                       | 20.9 (69.6)                       | 20.4 (68.7)                       | 19.6 (67.3)                       | 20.2 (68.4)                       | 20.5 (68.9)                       | 21.5 (70.7)                       | 20.0 (68.0)                       | 19.6 (67.3)                       |
| 평균 강수량 mm (인치)                           | 426.6 (16.80)                     | 250.8 (9.87)                      | 204.5 (8.05)                      | 196.3 (7.73)                      | 171.4 (6.75)                      | 121.8 (4.80)                      | 79.9 (3.15)                       | 114.9 (4.52)                      | 183.6 (7.23)                      | 191.2 (7.53)                      | 214.9 (8.46)                      | 298.1 (11.74)                     | 2,454.1 (96.62)                   |
| 평균 상대 습도 (%)                              | 82.7                              | 80.0                              | 79.4                              | 78.9                              | 78.6                              | 79.0                              | 79.5                              | 79.5                              | 79.3                              | 78.5                              | 79.4                              | 80.8                              | 79.6                              |
| 평균 월간 일조시간                              | 155.1                             | 177.8                             | 217.4                             | 239.0                             | 250.4                             | 215.7                             | 234.4                             | 235.3                             | 210.2                             | 223.7                             | 203.1                             | 176.1                             | 2,538.2                           |
| 평균 일일 일조시간                              | 5.0                               | 6.2                               | 6.9                               | 7.7                               | 8.2                               | 7.5                               | 7.5                               | 7.5                               | 7.3                               | 7.3                               | 6.8                               | 5.7                               | 6.97                              |
| 출처 1: 세계기상기구 (평년값: 1991년~2020년)    |                                   |                                   |                                   |                                   |                                   |                                   |                                   |                                   |                                   |                                   |                                   |                                   |                                   |
| 출처 2: 세이셸 국립기상청 (극값: 1972년~2011년) |                                   |                                   |                                   |                                   |                                   |                                   |                                   |                                   |                                   |                                   |                                   |                                   |                                   |

## 경제
아프리카의 몇 안되는 선진국이며, 관광이 주 수입원이다. 전체 노동 인구의 30%가 관광에 종사하고 있으며 전체 수입의 70% 정도를 차지한다. 최근 정부는 호텔과 기타 서비스업을 발전시키기 위해 외국의 투자를 촉진하고 있다.
정부는 관광에 대한 의존을 벗어나기 위해 농업, 어업과 소규모 제조업의 발전을 장려하고 있다.

## 인구와 주민
주민은 대부분이 이민(프랑스, 아프리카, 인도, 중국, 아랍인) 계통의 혼혈로, 크레올 (Creole) 인종이다.

## 언어
공용어는 크레올어, 영어, 프랑스어이다.
세이셸은 영연방과 프랑스어사용국기구(프랑코포니)의 정회원국이다. 그러나 프랑스어는 명목적인 것이고, 정치 영역-특히, 선거-에서는 영어와 크레올어를 독점적으로 사용한다.
문해율은 약 92% 정도로 매우 높은 편에 속한다. 이는 아프리카 국가 중에서도 가장 높은 문해율이다.

## 종교 및 문화
종교는 로마 가톨릭교회가 86.6%로 다수를 차지하고, 성공회가 6.8%, 개신교 등 다른 기독교 종파가 2.5%, 기타 종교가 4.1%이다.

## 외교 관계
세이셸은 1976년 남북한과 동시 수교하였으나 조선민주주의인민공화국과 정치적, 군사적으로 친밀한 관계를 유지하고 대한민국의 1979년 10·26 사건, 12·12 군사 반란, 5·18 광주 민주화 운동을 사유로 삼아 1980년 대한민국과 단교하였으며 1988년 서울 하계 올림픽에도 참가하지 않았다. 그러나 탈냉전 이후 1995년 대한민국과 재수교하였다. 2009년에는 한-세이셸 정상회담이 개최되었다. 대전광역시의 오월드에 멸종희귀동물인 세이셸 육지 거북 두 마리를 입양해줬다. 서울특별시에 세이셸명예영사관과 세이셸관광청 사무소가 있다.

## 사진첩

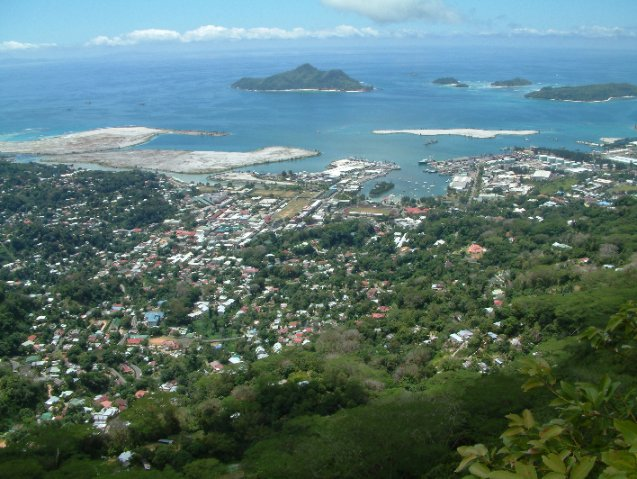
빅토리아
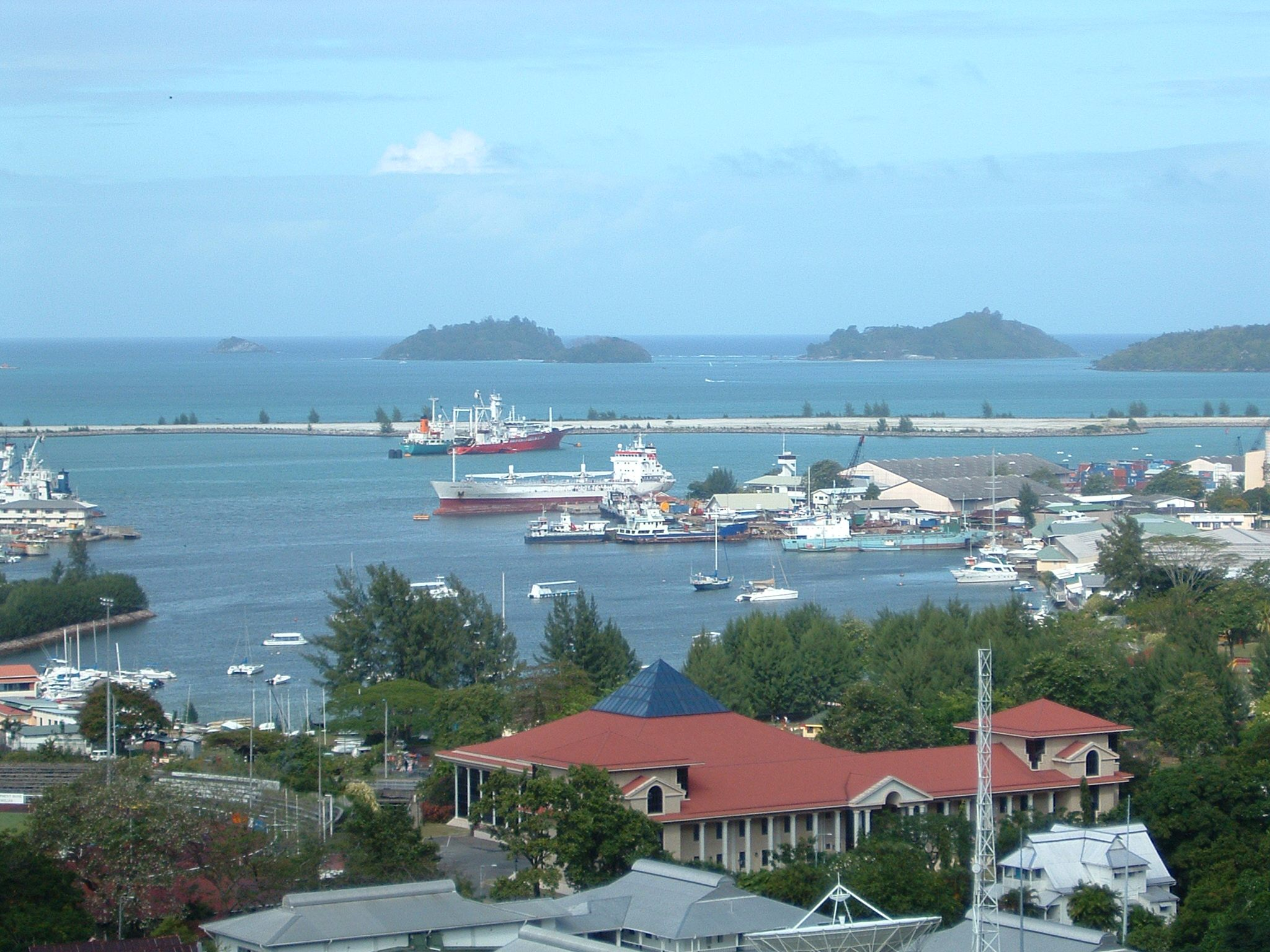
빅토리아의 부두
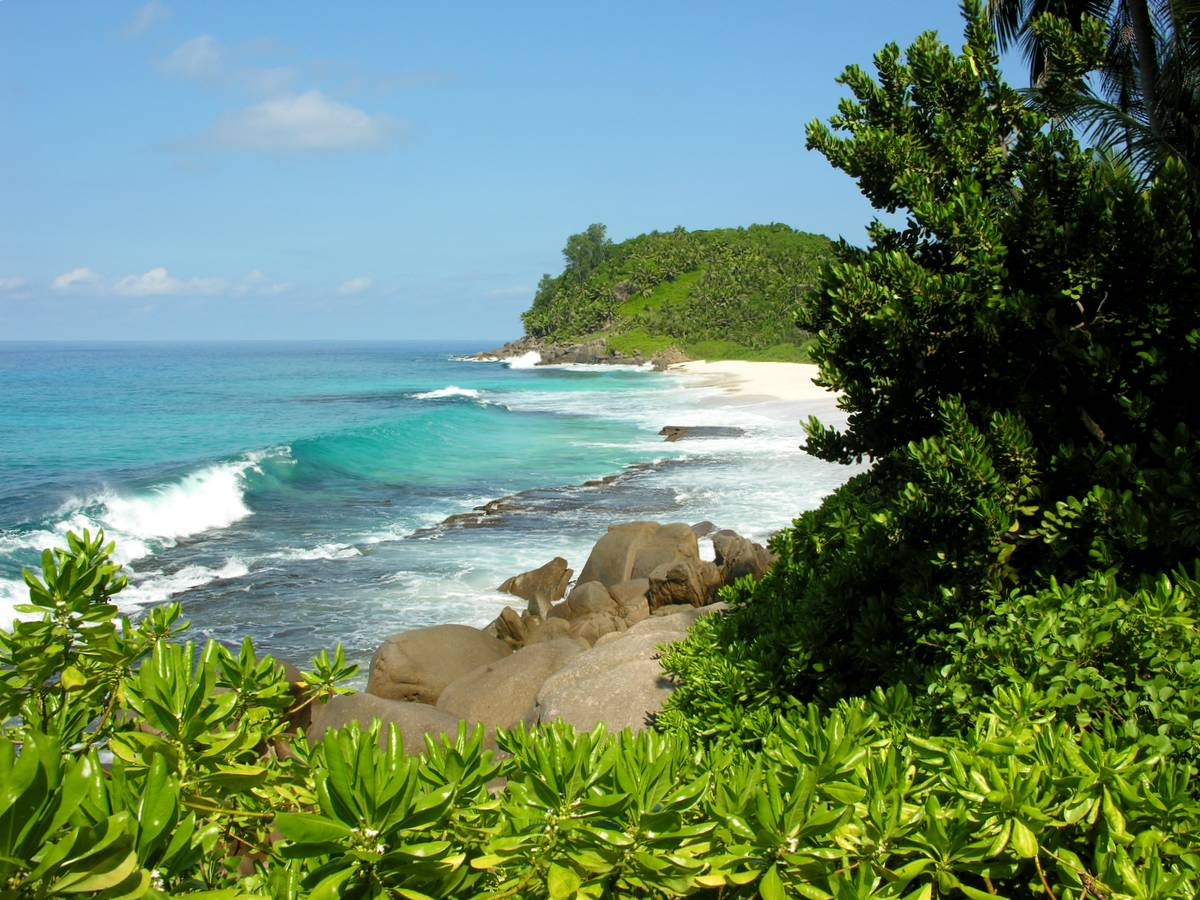
마에섬
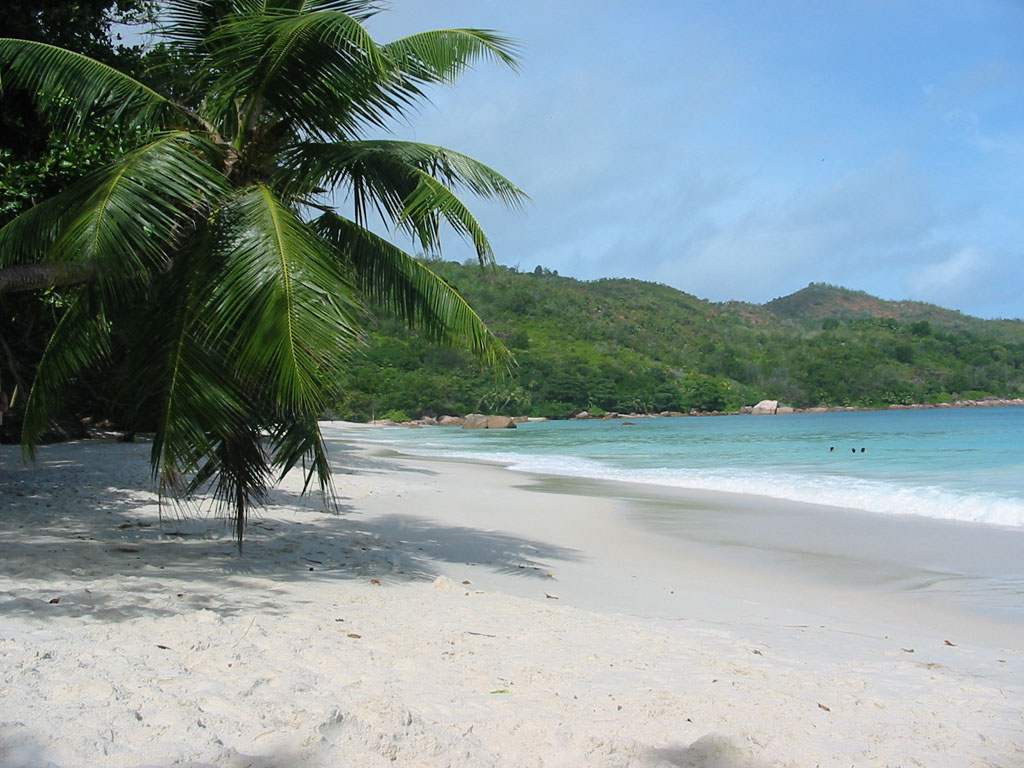
안스 라지오 해변
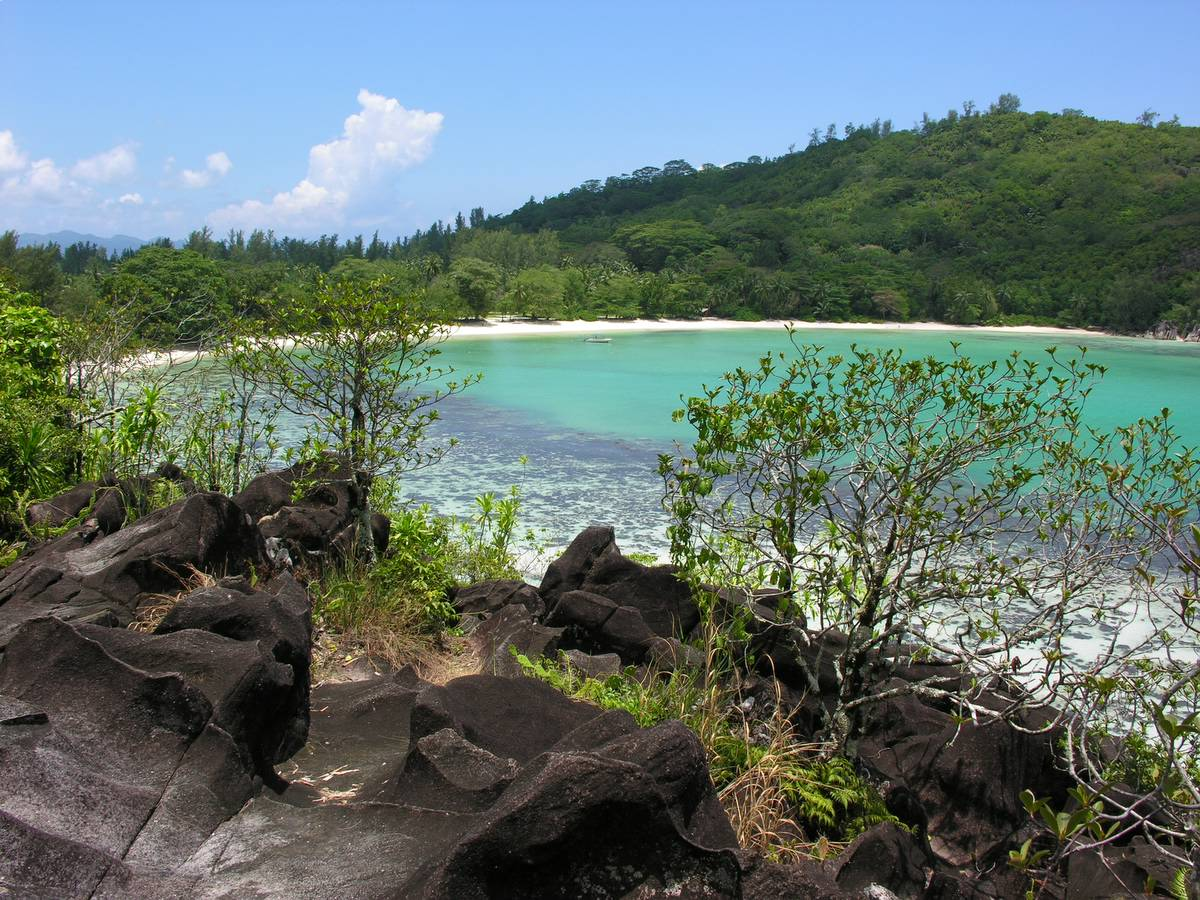
마에섬
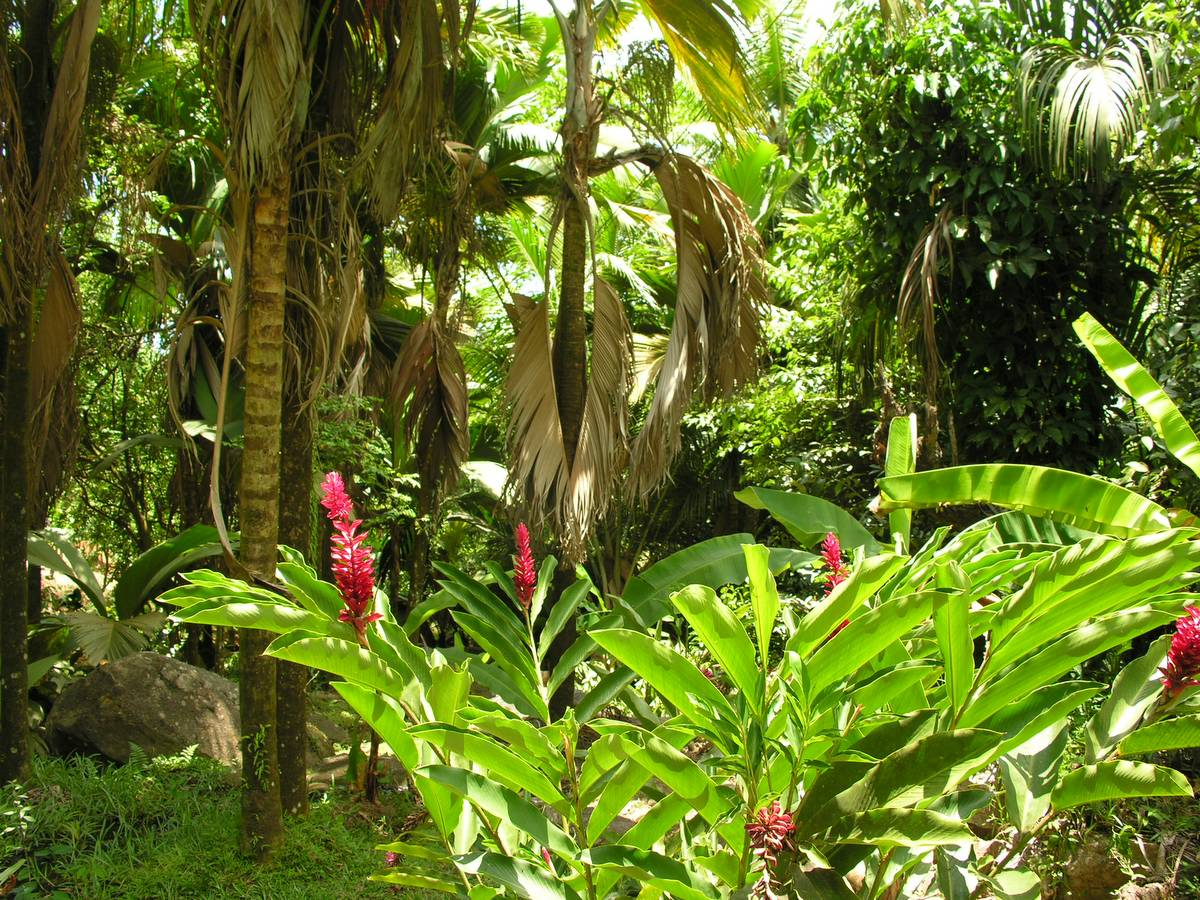
마에섬
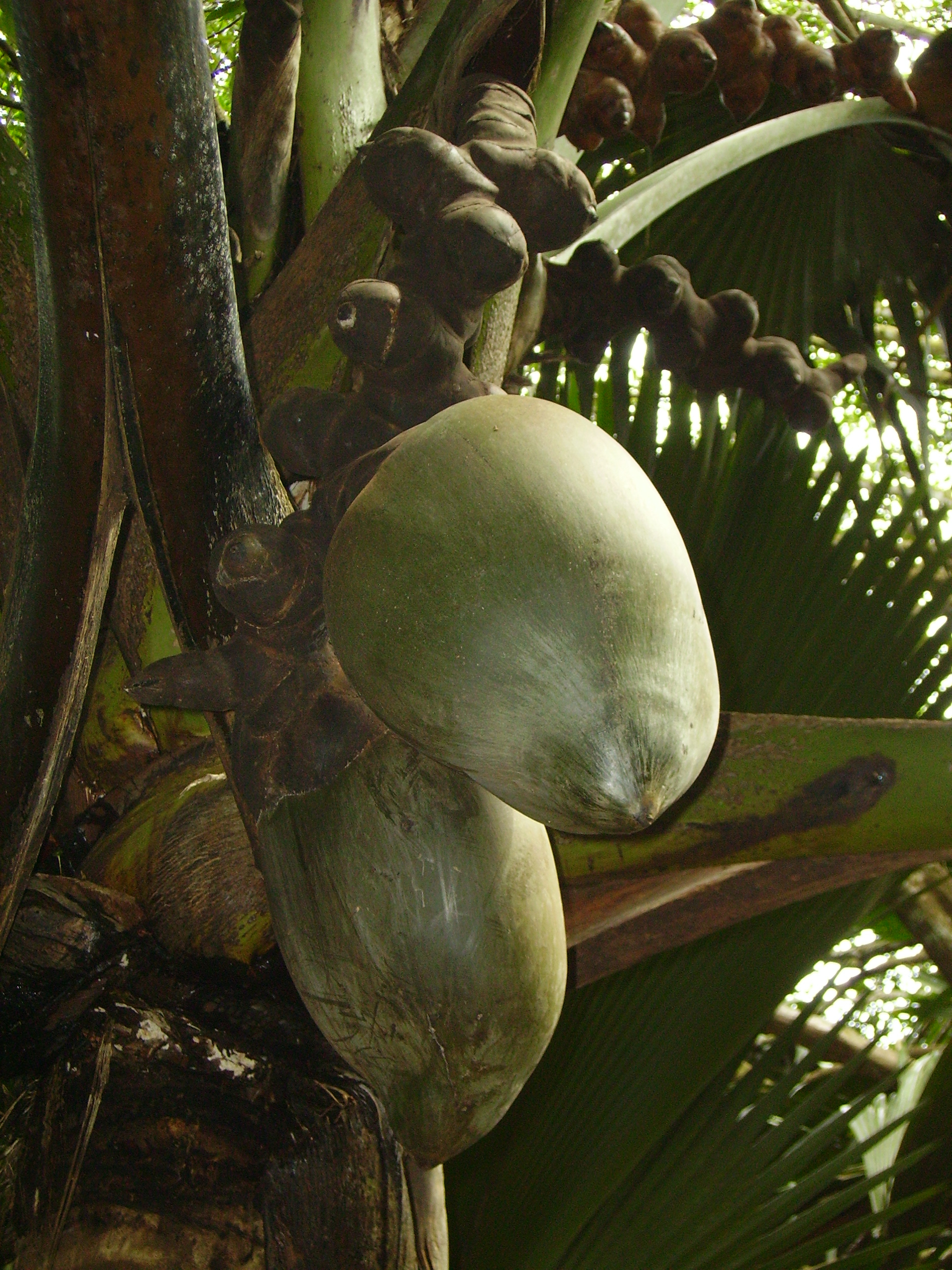
코코넛
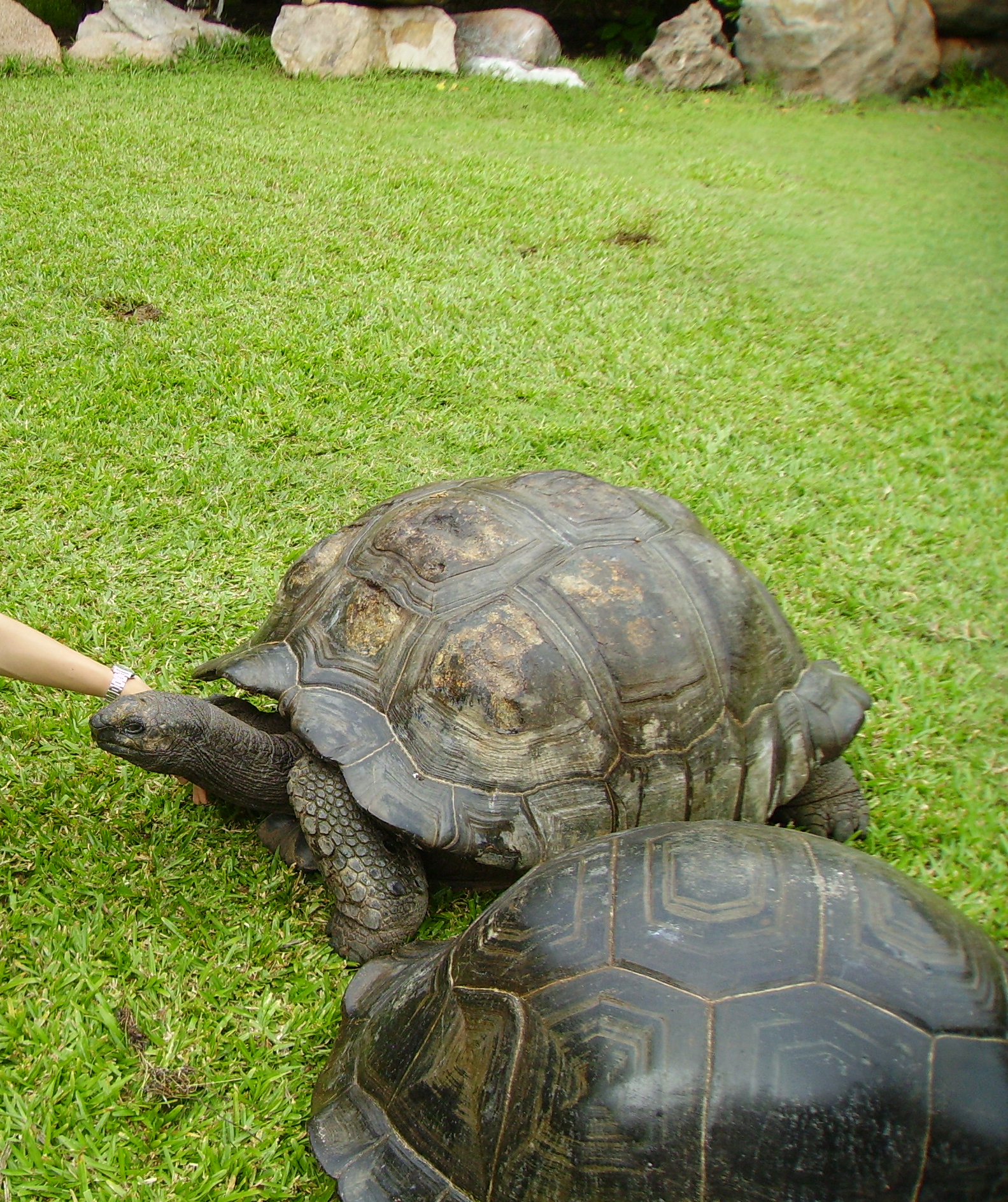
커진 아일랜드의 자이언트 터이터이즈